# Néstor Contreras
Néstor Rubén Contreras Palma  (*Santiago, Chile, 26 de febrero de 1979) es un exfutbolista chileno. Jugaba de mediocampista y se retiró en San Marcos de Arica de la Primera División de Chile.

## Clubes
| Club                 | País  | Año       |
| -------------------- | ----- | --------- |
| Audax Italiano       | Chile | 1997-2004 |
| Cobresal             | Chile | 2005-2006 |
| Rangers de Talca     | Chile | 2006      |
| Deportes Concepción  | Chile | 2007      |
| San Luis de Quillota | Chile | 2007      |
| Santiago Morning     | Chile | 2008      |
| Deportes Melipilla   | Chile | 2009      |
| Deportes Iquique     | Chile | 2010      |
| San Marcos de Arica  | Chile | 2011-2013 |

## Palmarés
| Título     | Club                | País  | Año  |
| ---------- | ------------------- | ----- | ---- |
| Primera B  | Municipal Iquique   | Chile | 2010 |
| Copa Chile | Deportes Iquique    | Chile | 2010 |
| Primera B  | San Marcos de Arica | Chile | 2012 |